# الاجتماع الدستوري (الولايات المتحدة)

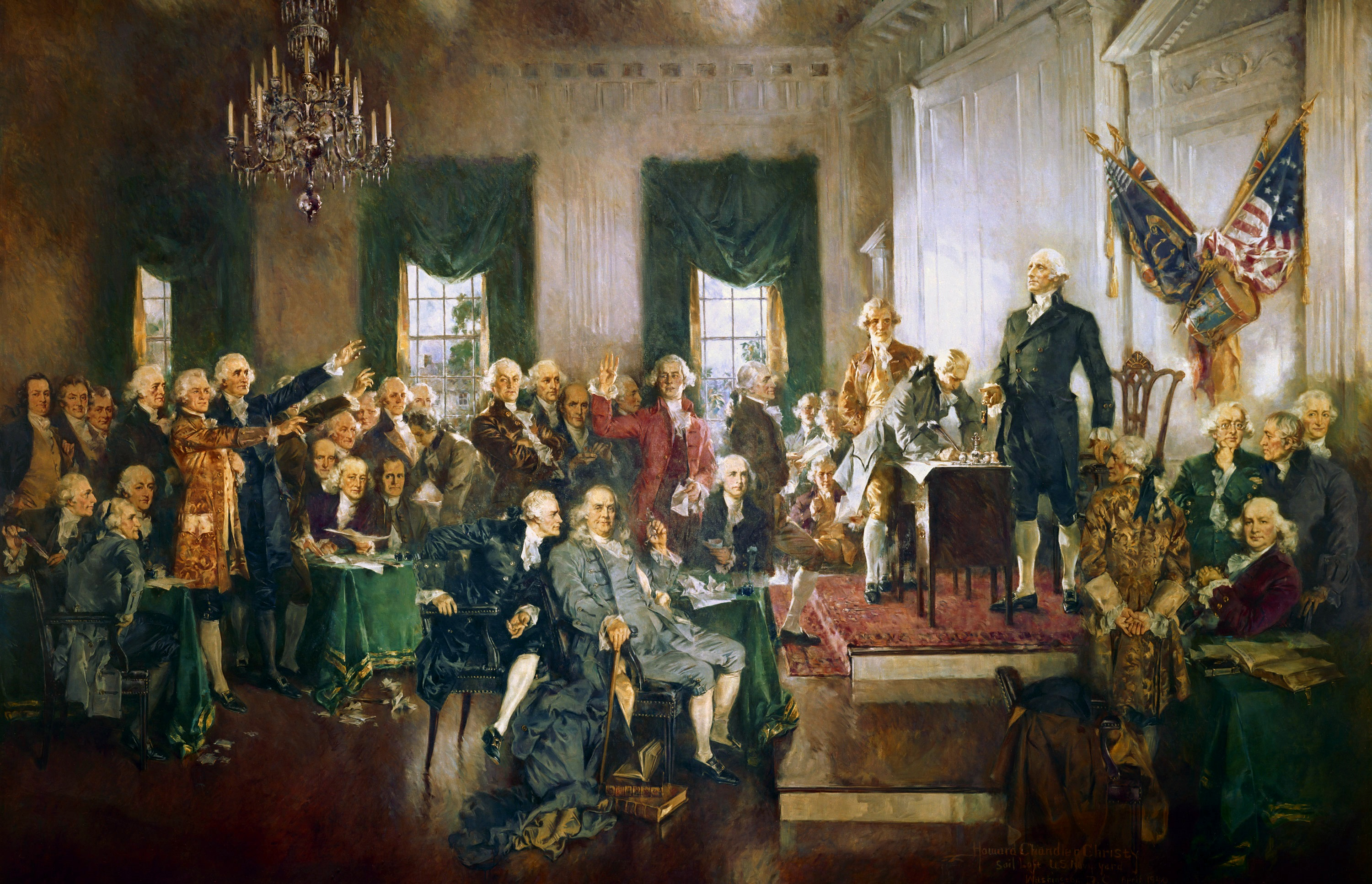
لوحة تصور توقيع دستور الولايات المتحدة الأمريكية.

الاجتماع الدستوري أو الاجتماع الفيدرالي أو اجتماع فيلادلفيا هو اجتماع عقد من 25 مايو إلى 17 سبتمبر 1787 في فيلادلفيا، بنسلفانيا لمناقشة أمور حكم الولايات المتحدة الأميركية والتي كانت تحكم وفقا لوثائق الكونفدرالية على عقب الانفصال عن بريطانيا العظمى. على الرغم أن الهدف من تلك الاجتماعات كان تعديل الوثائق الكونفدرالية، إلا أن نية معظم الحاضرين ومن بينهم جيمس ماديسون وألكسندر هاميلتون هو إنشاء حكومة جديدة وليس إصلاح الحكومة الحالية. قام الممثلون بانتخاب جورج واشنطن لرئاسة الاجتماع. كان نتيجة الاجتماع هو إنشاء دستور الولايات المتحدة، مما جعل هذا الاجتماع من أهم الأحداث التاريخية في تاريخ الولايات المتحدة.
من أهم المواضيع الساخنة التي نوقشت في الاجتماع تعلقت بتركيبة مجلس الشيوخ الأمريكي، والسؤال المتعلق بتقسيم السلطة التنفيذية بين ثلاث أشخاص أو إبقاؤها في سلطة شخص الرئيس، كيفية انتخاب الرئيس، كم طول فترة خدمته، وقابلية الفترة للتجديد وغيرها من المواضيع.

## اقرأ أيضا
- الفيدراليست
- الآباء المؤسسون للولايات المتحدة